# Goldhämmerfüllung

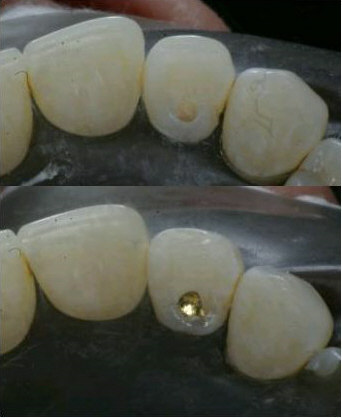
Goldhämmerfüllung im Zahn 22

Die Goldhämmerfüllung ist eine Füllungstechnik in der Zahnmedizin.
Als Synonyme sind auch die Bezeichnungen Goldklopffüllung, Goldstopffüllung oder  gold foil compaction (engl.) gebräuchlich. In der zahnmedizinischen Terminologie wird sie häufig als GHF abgekürzt.
Die GHF ist in der heutigen Zeit nur noch wenig gebräuchlich, da es sich um eine sehr aufwändige Füllungsart handelt. Des Weiteren ist sie nur für kleine Kavitäten geeignet. GHF besitzen einen optimalen Randschluss und eine ausgezeichnete Biokompatibilität. Die GHF ist nachgewiesen als die haltbarste Füllung in der Zahnmedizin mit einer Haltbarkeit von mehr als 30 Jahren.
Zum Einsatz kommen bei der GHF Formen von reinem Gold als Folien oder „Schwämmchen“ (Schwammgold), nach der Vorbereitung durch einen Exkavator, die in der Kavität maschinell oder mit Handstopfern verdichtet werden. Dabei kommt heute die kohäsive Goldhämmerfüllung mit Schwammgold (gesinterte Ausfällung kleiner poröser Partikel) oder leicht geglühtem Blattgold zum Einsatz. Aufgrund der Reinheit (> 99 %), der chemischen Reaktionsträgheit (Edelmetall) und der leichten Verformbarkeit (Duktilität) des Goldes kommt es beim Füllungsvorgang zur sog. Kaltverschweißung: Die Atome der aufeinander gestopften bzw. gehämmerten Goldschichten lagern sich im charakteristischen kubischen Raumgitter irreversibel zu einem homogenen Block zusammen. Da das Material unter Druck in die Kavität eingebracht wird, übt es eine leichte elastische Spannung auf die Kavitätenränder aus. Bei Verformung des Zahnes unter Belastung treten daher nicht sogleich Randspalten auf, sondern das Gold nimmt an der elastischen Verformung teil. Diese Eigenschaft unterscheidet die GHF von allen anderen Materialien und ist ein Grund für ihre enorme Dauerhaftigkeit.
Die GHF ist die älteste brauchbare Füllungstechnik in der Zahnmedizin. Es gibt Schädelfunde aus dem 17. Jahrhundert, welche GHF aufweisen. Die heute noch gelehrten Regeln zur Gestaltung von Zahnkavitäten (insbes. für Amalgamfüllungen) leiten sich ursprünglich von denen der Goldhämmerfüllungen ab.
Die GHF wird in der Zahnmedizin nur noch sehr selten durchgeführt. Die für diese Füllung nötigen Materialien finden sich teilweise nicht mehr im Dentalhandel. Das Schwammgold der Fa. Degussa ist nicht mehr erhältlich. In der seit 2012 gültigen neuen Gebührenordnung für Zahnärzte ist die Ziffer für die GHF nicht mehr enthalten, was teilweise zu Erstattungsproblemen bei den privaten Krankenversicherungen führen kann.